# Porsche 930
Porsche 930 — внутризаводское обозначение автомобиля Porsche 911 Turbo, выпуска 1975—1989 годов. В модельном ряду серия 930 не имела предшественника.

## История
Porsche начал эксперименты с технологией турбонаддува в конце 1960-х годов, в 1972 году разработал версию 911 с подобным двигателем. Изначально новый автомобиль разрабатывался для легальных уличных гонок, как и Carrera 2,7 RS 1973 года. Затем компанией Porsche было решено создать вариант 911 с максимально улучшенной отделкой, который мог бы конкурировать с более дорогими и эксклюзивными Ferrari и Lamborghini, нежели стандартный 911. Новая машина стала платформой для гоночных моделей 934 и 935. В это время компанию покидает Фердинанд Порше и разработка переходит к Эрнсту Фурманну (Ernst Fuhrmann), адаптировавшему технологию турбонаддува 917/30 для 3,0-литрового двигателя Carrera RS 3,0, который получил индекс Porsche 930. Мощность двигателя была больше, чем у стандартной Carrera — 260 л. с. (191 кВт). Вследствие значительного повышения мощности были пересмотрены подвеска, тормоза и коробка передач. Некоторые покупатели были недовольны 4-ступенчатой МКПП, в то время, как Carrera оснащались 5-ступенчатыми МКПП. Также устанавливались задние спойлеры «Whale-Tail» для лучшего воздушного охлаждения расположенного сзади двигателя и увеличения прижимной силы на заднюю часть машины, более широкие задние колёса и сцепление от 911 для лучшей стабилизации.

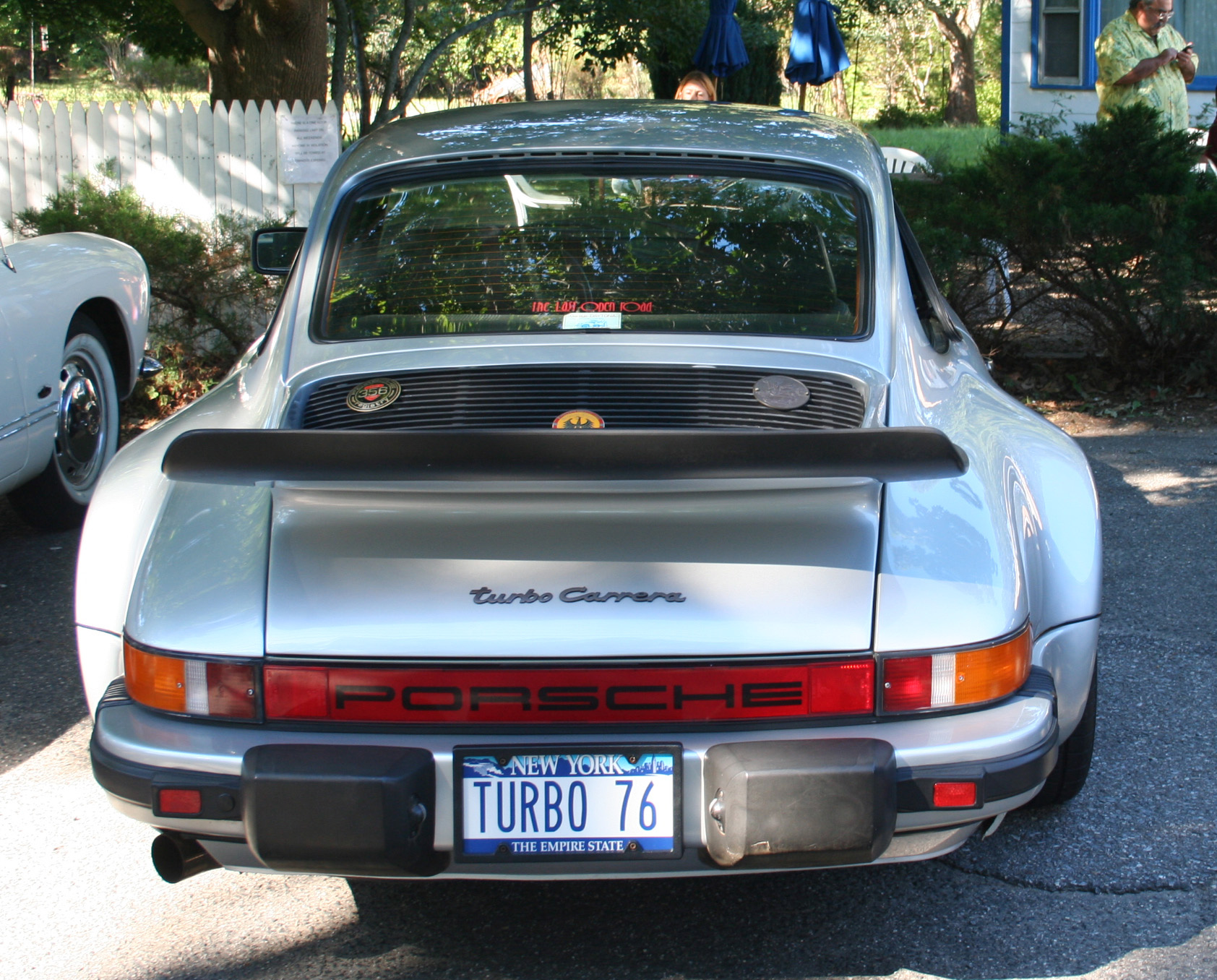
Ранний 930 для США с эмблемой «Turbo Carrera»

Новый Porsche был представлен на Парижском автосалоне в октябре 1974 года, продажи начались весной 1975 года, экспорт в США — с 1976 года. Porsche имел индекс «Turbo», хотя первые экспортированные в США машины обозначались как «Turbo Carrera».
930 оказались очень быстрым, но и крайне требовательным автомобилем — из-за заднего расположения двигателя, короткой колёсной базы в сочетании с турбо-двигателем автомобиль имел склонность к чрезмерной поворачиваемости и требовал более опытного водителя. При скоростной езде требовалось поддерживать высокие обороты двигателя.
В 1978 году 930 подверглись значительной модернизации. Объём двигателя увеличился до 3,3 л с добавлением интеркулера «воздух-воздух», позволившего увеличить мощность до 300 л. с. Задний спойлер переместился чуть выше для освобождения места для интеркулера. Устанавливались также тормоза от гоночной Porsche 917.
В результате принятия законов об ограничении вредных выбросов в атмосферу в США и Японии экспорт 930 в эти страны прекращается, однако экспорт в Канаду по-прежнему продолжается.
В 1981 году Porsche для Европы предлагались так называемые «Flachbau», представлявшие собой модель 930, но с передней частью от модели 935 вместо 911. Как правило, они оснащались 330-сильным мотором. По некоторым данным, их построено всего 948 единиц.
В 1983 году для автомобилей европейского рынка на заказ могли устанавливаться силовые агрегаты мощностью 330 л. с. (243 кВт), а также 4-трубная выхлопная система.
В 1986 году 930 возвращается на американский и японский рынки, имея менее мощный 282-сильный (207 кВт) мотор. В этом же году представлены модификации с кузовами кабриолет и тарга.
Производство Porsche 930 прекратилось с 1989 модельного года, когда он был заменён на модель 964. Машины 1989 года имели трансмиссию G50 и 5-ступенчатую МКПП.

## Характеристики
| Характеристики Porsche 930  |             |            |                         |            |          |        |                |
| Модель                      | 0-60 миль/ч | 0-100 км/ч | 0-160 км/ч (100 миль/ч) | 0-200 км/ч | 1/4 миль | 1 км   | Макс. скорость |
| 1975 930 260 л. с.          | 5,2 с       | 5,5 с      | 12,4 с                  | 20,1 с     | ?        | 24,4 с | 246 км/ч       |
| 1978 930 300 л. с.          | 5,0 с       | 5,4 с      | 12,0 с                  | 19,7 с     | ?        | 24,2 с | 260.9 км/ч     |
| 1983 930 330 л. с. Flachbau | 4,7 с       | 4,85 с     | ?                       | ?          | ?        | ?      | 275 км/ч       |
| 1984 930 330 л. с.          | 4,6 с       | 4,8 с      | 11,6 с                  | 17,7 с     | ?        | 23,8 с | 278 км/ч       |
| 1989 930 5-ст. МКПП         | 4,9 с       | 5,1 с      | 12,0 с                  | 20,4 с     | 13,6 с   | 24,6 с | 260 км/ч       |

## Галерея

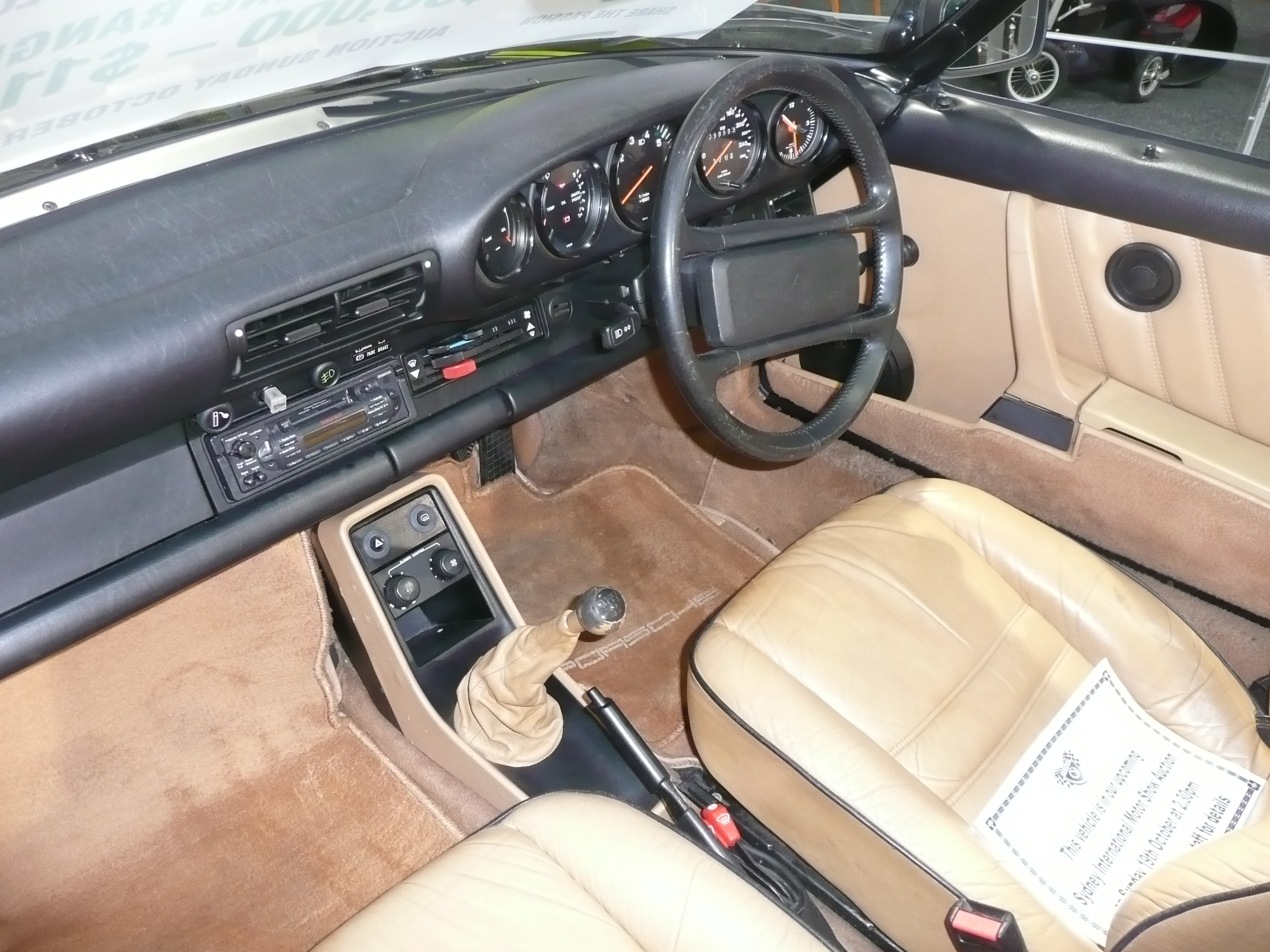
Салон
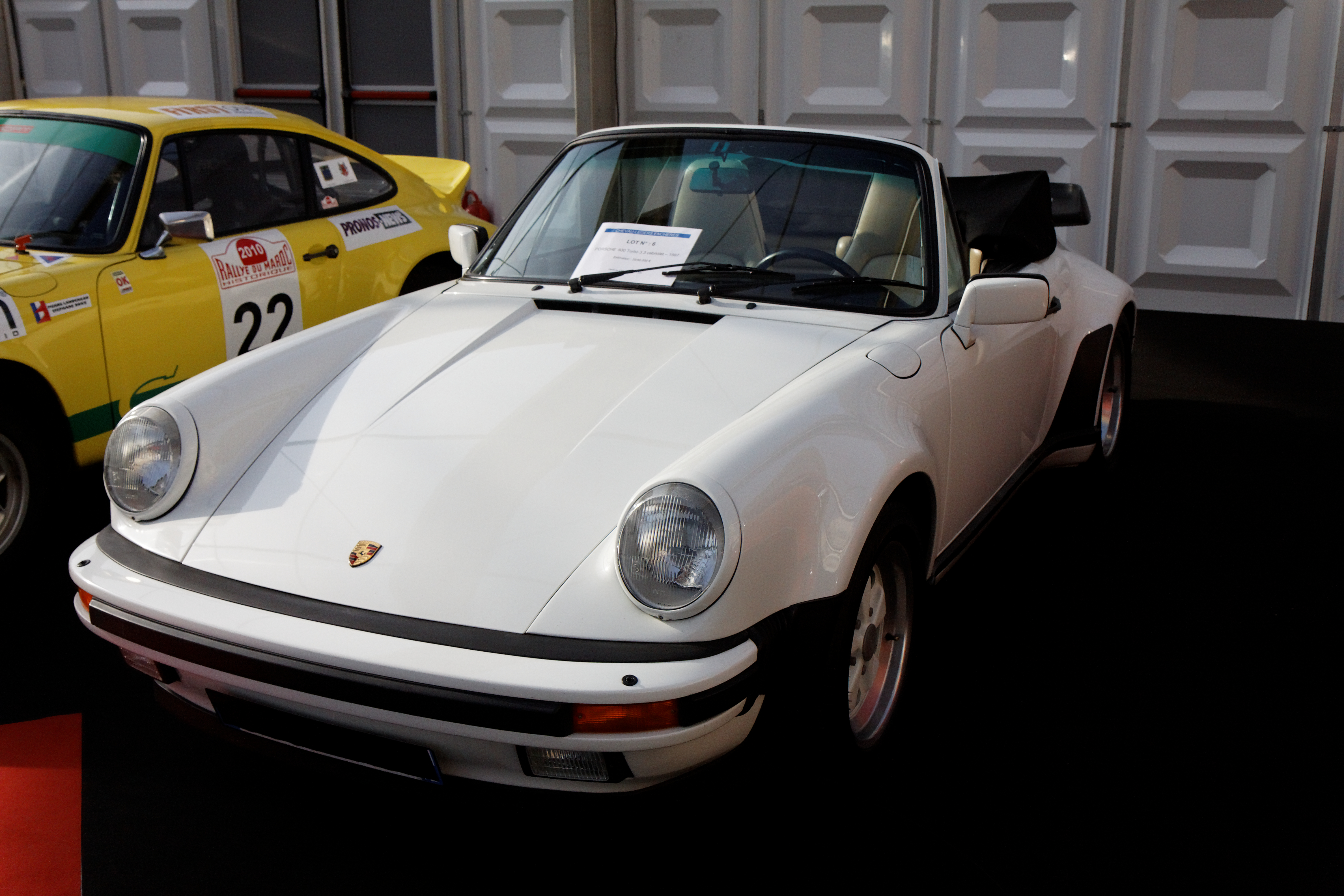
Porsche 930, кабриолет
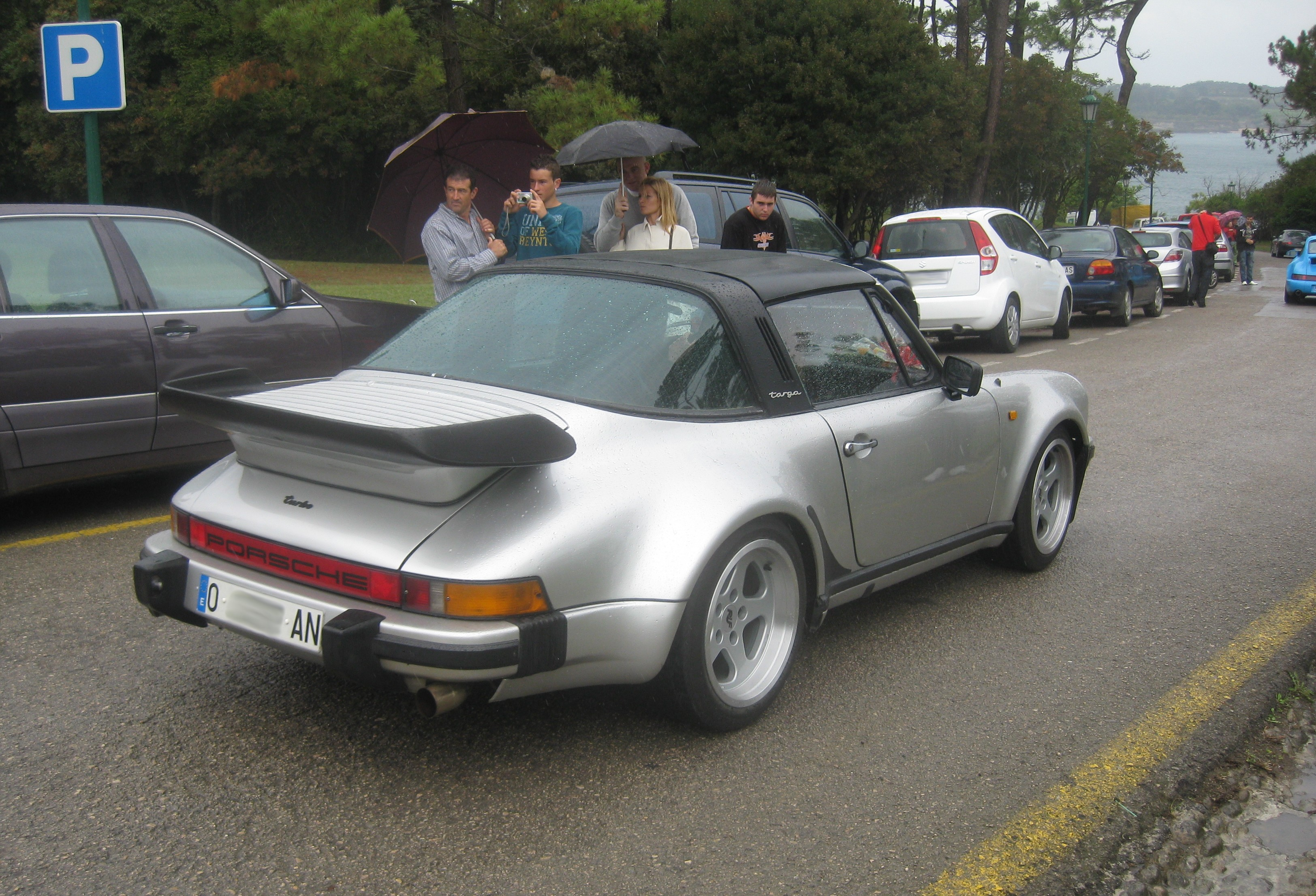
Porsche 930 Targa, модификация компании Ruf
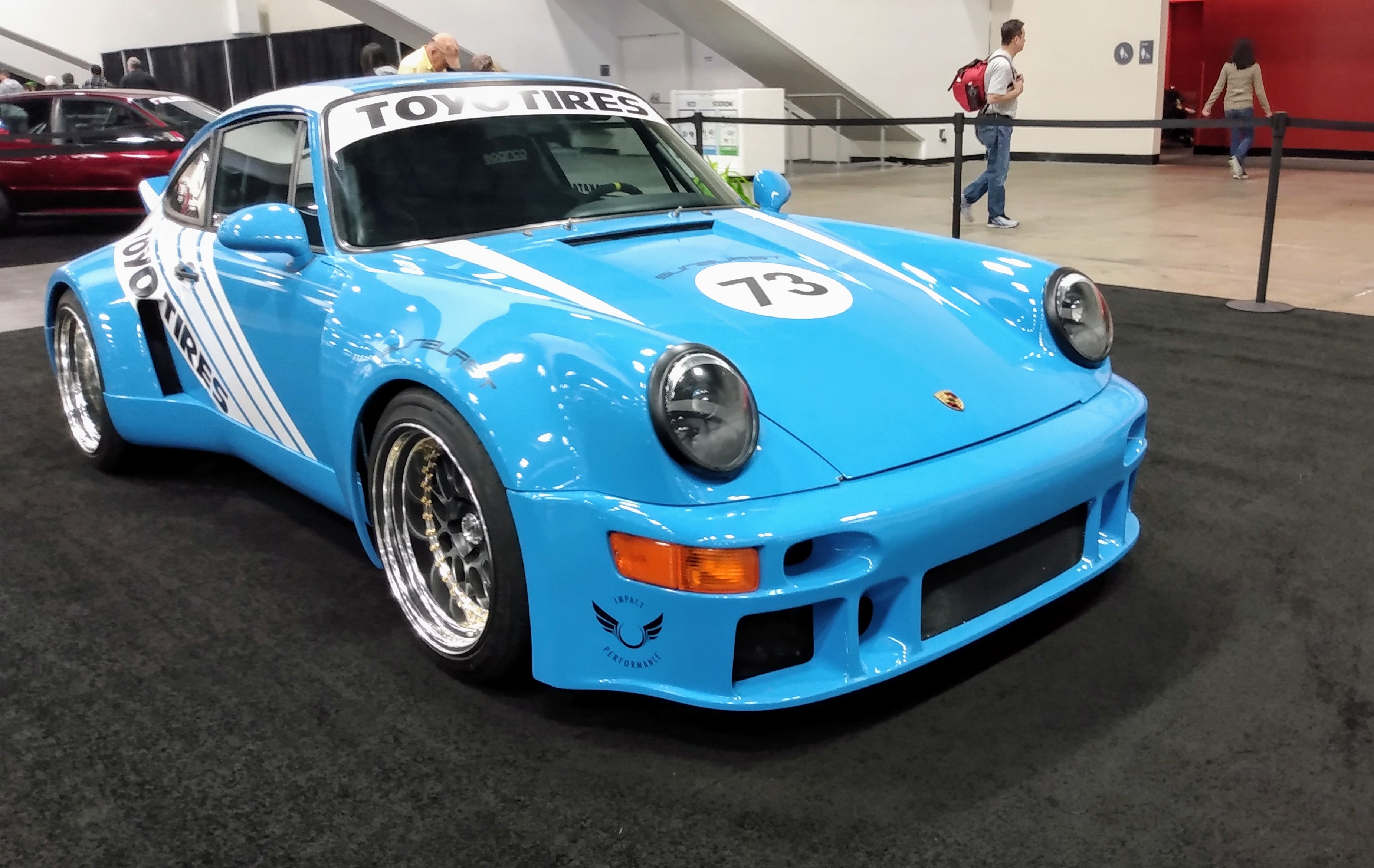
Toyo Tires Porsche 930 Turbo